# Büki Attila
Büki Attila, született Kiss (Szombathely, 1948. október 7. –) magyar költő, író, festőművész.

## Életpályája
Kiss Ferenc és Rozmán Franciska gyermekeként született. Sopronban a Széchenyi István Gimnáziumban érettségizett. Szombathelyen a Berzsenyi Dániel Főiskola népművelés–könyvtár szakán szerzett diplomát, majd színjátszórendezői és újságírói iskolát végzett. Képzőművészeti tanulmányokat folytatott Zsigmond Katalin és Ányos Imre képzőművészeknél.
1970 óta jelennek meg írásai. 1968 és 1972 között a Soproni Ruhagyár dolgozója volt, közben két év katonai szolgálatot teljesített Lentiben. 1972 és 1984 között különböző népművelői munkakörökben dolgozott Hegyfalun, Kapuváron, Győrben és Budakeszin. 
1984 és 2004 között a MÚOSZ osztályvezetője, majd a Magyarok című folyóirat szerkesztője, a Heti Magyarország főmunkatársa, a Heti Újság vezető-szerkesztője, a Nép-Barát főszerkesztője, az Érdi Körkép munkatársa, a Pest Megyei Önkormányzat sajtóosztálya vezető főtanácsosa. Közben 1995–1997 között a Róth Miksa Üvegmúzeum igazgatója. 2004 és 2008 között Ócsa Város Önkormányzata művelődési referense. Időközben 2000 és 2011 között a Duna-part folyóirat főszerkesztője.
Jelentős irodalom és képzőművészet szervezői munkássága. Tagja a Soproni Fiatalok Művészeti Kollégiumának (1968–1992), alapító tagja a Kónya Lajos Irodalmi Körnek (Sárvár, 1973–1975), a Pátzay Pál Művészeti Körnek (Kapuvár, 1978–1982). Tagja a Magyar Írók Szövetsége József Attila Körének (Budapest, 1980–1984), a Berzsenyi Dániel Irodalmi és Művészeti Társaságnak (Kaposvár, 1983– ), a Magyar Alkotóművészek Országos Egyesületének (1989– ), a Magyar Írók Egyesületének (2002– ). Létrehozója és művészeti vezetője a bujáki Glatz Oszkár Képzőművészeti Szabadiskolának (1992– ), a Büki Képzőművészeti Tábornak (1993–1997), az Ócsai Nemzetközi Képzőművészeti Tábornak (2003– ). Alapító tagja az Érdi Művésztelepnek (2008– ) és a Bábolnai Képzőművészeti Tábornak (2010– ). Tagja a stockholmi Egyetemes Magyar Képzőművészeti Egyesületnek (2000– )

## Díjai
- Eötvös-ösztöndíj (1991)
- Tisztesség-díj – újságírói munkásságáért (1995)
- "Múltunkkal a jövőbe" Pest Megyei Millenniumi Irodalmi Pályázat I. díja (2000)
- Salvatore Quasimodo Költőverseny elismerő oklevele (2004)
- Érd Megyei Jogú Város Művészeti Díja (2008)
- Sopronért emlékérem az SFMK íróival közösen (2012)

## Művei

### Verseskötetek
- Arcomon szél söpör ( Kapuvár, 1978)
- Szélfútta szavak (Antikva, Budapest, 1986)
- Havas utak szárnyain (Megyei Könyvtár, Békéscsaba, 1987)
- Mire hazaérünk (Szépirodalmi, Budapest, 1990)
- Télidő (Jász-Kun Kiadó, Szolnok, 1991)
- Magyar határ (Xénia, Budapest, 1998)
- Félvilág (Xénia – Örökség Könyvműhely, Budapest, 2004)
- Versmozaik (Syllabux, Budapest, 2011)
- Csavarvonal. Versek és fordítások; Magyar Nyugat, Vasszilvágy, 2014

### Drámák
- Határfa (MTV, Budapest, 1998)
- Sára holdja (Hungarovox, Budapest, 2007)
- Századok lépcsőin (Syllabux, Budapest, 2012)

### Mesék
- Három mese (Gyöngyharmat, Cegléd, 2006)
- Almába zárt madárka (Foldatoy, Budapest, 2009)

### Tanulmányok, riportok, cikkek
- Üzenetek a Sárga Házból (Antikva, Budapest, 1988)
- A gondolattól a megvalósulásig. Társszerzők: Szalai Mária, Végh Miklós (Kiskunhalas, 1992)
- Istendicsérők (Xénia, Budapest, 1998)
- A Répce-sík művészei (Xénia, Budapest, 1998)
- Érdi séta (Xénia, Budapest, 2000)
- Mit ér a világ? (Rím, Tokaj, 2005)

### Fordítások
- Mari Vedin: Evelina és a kert –mese ( Gyöngyharmat, Mikebuda, 2008)
- Radu Macrinici: Kikötő – dráma (Duna-part, 2007)
- Radu Tuculescu: Akvárium – dráma (Duna-part, 2008)
- Radu Tuculescu: Vonat – dráma (Duna-part, 2009)
- Kerstin Specht: A teknősbéka ideje – (Duna-part, 2011)

Művei francia, ukrán, német, bolgár, román nyelveken jelentek meg.

## Főbb egyéni kiállításai
- Művelődési Ház (Bük, 1969)
- Művelődési Ház (Osli, 1977)
- Kisgaléria (Budapest, 1986)
- Vízivárosi Galéria (Budapest, 1989)
- Magyar Sajtó Háza (Budapest, 1989)
- Centre d' Art Galéria (Párizs, 1989)
- Nádasdy Várgaléria (Sárvár, 1990)
- Rátkai Márton Klub (Budapest, 1991)
- Szabadidőközpont (Bükfürdő, 1991)
- Jókai Galéria (Budaörs, 1995)
- El Kalászi Galéria (Budapest, 1995)
- Központi Magyar Klub (London, 1995)
- Iványi Ödön Művészeti Kisgaléria (Bátonyterenye, 1996)
- József Attila Tudományegyetem (Szeged, 1996)
- Hatvani Galéria (Hatvan, 1997)
- Napház Galéria (Érd, 1998)
- Sissy Galéria (Budapest, 1998)
- Pesti Vigadó (Budapest, 2002)
- Napház Galéria (Érd, 2005)
- Vörösmarty Társaság galériája – Közös tárlat Kéri Mihály képzőművésszel ( Székesfehérvár, 2011).

### Művei közgyűjteményekben
Nádasdy Múzeum (Sárvár), Pátzay Múzeum (Kapuvár), Városi Múzeum (Sarkad), Art Galéria (Bük), Heimatmuseum (Budaörs), Egressy Gábor Szabadidőközpont képzőművészeti gyűjteménye (Ócsa), Városi Galéria és Helytörténeti Múzeum (Bábolna), Városi Galéria (Érd), valamint magángyűjteményekben.